# Филип Коку
Филип Џон-Вилијам Коку (хол. Phillip John-William Cocu; Ајндховен, 29. октобар 1970) је бивши холандски фудбалер. Последњи ангажман је имао као тренер Витесеа из Арнема.

## Каријера
У својој каријери играо је за: АЗ Алкмар, Витесе, ПСВ Ајндховен (у два наврата), Барселону и Ал Џазиру. За репрезентацију Холандије одиграо је 101 утакмицу и постигао 10 голова у периоду 1996—2006. Играо је у везном реду, али је подједнако добро могао играти и у одбрани.

## Титуле
ПСВ Ајндховен
- Ередивисије: 3 (1996/97, 2004/05, 2005/06, 2006/07)
- Суперкуп холандије: 2 (1996, 1997)
- Холандски куп: 2 (1996/96, 2004/05)

Барселона
- Ла Лига: 1 (1998/99)

Ал Џазира
- Заливски Куп: 1 (2007)